# 竹内真 (小説家)
竹内 真（たけうち まこと、1971年7月9日 - ）は、日本の小説家。

## 来歴
新潟県村上市生まれ、群馬県高崎市で育つ。慶應義塾大学法学部卒。
大学在学中の1995年に『ブラック・ボックス』で第2回三田文学新人賞受賞、『スペースシップ』で第5回ゆきのまち幻想文学賞受賞。1998年に『神楽坂ファミリー』で第66回小説現代新人賞、1999年に『粗忽拳銃』で第12回小説すばる新人賞をそれぞれ受賞。
2011年、日本テレビ制作の舞台『カレーライフ』では脚本監修として執筆にも参加。2013年、集英社文庫『カレーライフ』で京都水無月大賞を受賞。

## 著作
- 『粗忽拳銃』（1999年12月、集英社、ISBN 4087744493）
  - 文庫版（2003年10月、集英社文庫、ISBN 4087476308）
- 『カレーライフ』（2001年3月、集英社、ISBN 4087752828）
  - 文庫版（2005年1月、集英社文庫、ISBN 4087477789）
- 『風に桜の舞う道で』（2001年6月、中央公論新社、ISBN 4120031500）
  - 文庫版（2007年9月、新潮文庫、ISBN 4101298521）
- 『じーさん武勇伝』（2002年8月、講談社、ISBN 4062114224）
  - 文庫版（2006年8月、講談社文庫、ISBN 4062754851）
- 『笑うカドには―お笑い巡礼・マルコポーロ』（2003年12月、小学館、ISBN 4093791392）
- 『真夏の島の夢』（2004年1月、角川春樹事務所、ISBN 4758410267）
- 『図書館の水脈』（2004年4月、メディアファクトリー 、ISBN 4840110689）
- 『自転車少年記』（2004年5月、新潮社、ISBN 410468001X）
  - 文庫版『自転車少年記 あの風の中へ』（2006年10月、新潮文庫、ISBN 4101298513）※単行本版を元に新たに書き下ろし
- 『オアシス 不思議な犬と少年の日々』（2006年2月、ソニーマガジンズ、ISBN 4789727874）※文庫
- 『チャーリーとの旅』（2007年3月、ポプラ社、ISBN 4591097269）
- 『ワンダー・ドッグ』（2008年1月、新潮社、ISBN 4104680028）
- 『ビールボーイズ』（2008年2月、東京創元社、ISBN 4488023991）
- 『シチュエーションパズルの攻防 珊瑚朗先生無頼控』（2008年6月、東京創元社、ISBN 4488025277）
  - 文庫版（2013年2月、創元推理文庫、ISBN 4488424120）
- 『文化祭オクロック』（2009年7月、東京創元社、ISBN 4488024467）
  - 文庫版（2012年11月、創元推理文庫、ISBN 4488424112）
- 『自転車冒険記―12歳の助走』（2011年2月、河出書房新社、ISBN 4309020240）
- 『イン・ザ・ルーツ』（2011年3月、双葉社、ISBN 4575237221）
  - 文庫版（2014年3月、双葉文庫、ISBN 978-4575516609）
- 『図書室のキリギリス』（2013年6月、双葉社、ISBN 4575238236）
  - 文庫版（2015年9月、双葉文庫、ISBN 978-4575518184）
- 『ぱらっぱフーガ』（2015年3月、双葉社、ISBN 978-4575238938）
- 『ディスリスペクトの迎撃』（2016年1月、創元推理文庫、ISBN 978-4488424138）